# The RZA Presents: Afro Samurai Resurrection OST
The RZA Presents: Afro Samurai Resurrection OST – soundtrack do serialu Afro Samurai stworzony przez amerykańskiego rapera i producenta o pseudonimie RZA. Ukazał się 27 stycznia 2009.

## Lista utworów
| Nr | Tytuł                                       | Wykonanie | Czas  |
| -- | ------------------------------------------- | --- | ----- |
| 01 | "Combat (Afro Season II Open Theme)"        | RZA, P. Dot | 2:50  |
| 02 | "You Already Know"                          | Inspectah Deck, Kool G Rap, Suga Bang Bang                                                                          | 2:48  |
| 03 | "Blood Thicker Than Mud "Family Affair"     | Reverend William Burk, Sly Stone, Stone Mecca                                                                       | 3:33  |
| 04 | "Whar"                                      | Kool G Rap, Ghostface Killah, RZA, Tash Mahogany                                                                    | 4:25  |
| 05 | "Girl Samurai Lullaby"                      | Rah Digga, Stone Mecca                                                                                              | 3:21  |
| 06 | "Fight For You"                             | Thea van Seijen | 2:01  |
| 07 | "Bitch Gonna Get Ya'"                       | Rah Digga | 3:37  |
| 08 | "Bloody Days Bloody Nights"                 | Prodigal Sunn, Thea van Seijen                                                                                      | 1:47  |
| 09 | "Kill Kill Kill"                            | Monk | 2:44  |
| 10 | "Nappy Afro"                                | Boy Jones | 3:36  |
| 11 | "Bloody Samurai"                            | Black Knights, Dexter Wiggles, Thea Van Seijen                                                                      | 3:34  |
| 12 | "Dead Birds"                                | Sunz of Man, Shavo Odadjian                                                                                         | 2:22  |
| 13 | "Arch Nemesis"                              | Ace, Moe Rock | 2:48  |
| 14 | "Brother's Keeper"                          | RZA, Reverend William Burk, Infinite                                                                                | 3:42  |
| 15 | "Yellow Jackets"                            | Ace, Moe Rock | 3:04  |
| 16 | "Take The Sword Part III"                   | 60 Second Assassin, Leggezin, Crisis, Christbearer, Monk, Tre Irie, Beretta 9, Bobby Digital, Reverend William Burk | 10:50 |
| 17 | "Number One Samurai (Afro Season II Outro)" | RZA, 9th Prince | 2:56  |